# Khan Shaykhun (nahija)
Nahija Khan Shaykhun (ar. ناحية خان شيخون) je nahija u okrugu Ma'arrat al-Nu'man, u sirijskoj pokrajini Idlib. Po popisu iz 2004. (prije rata), nahija je imala 50.469 stanovnika. Administrativno sjedište je u naselju Khan Shaykhun.